# Newtown (Borough, Connecticut)
Newtown ist ein Borough im Fairfield County in Connecticut, Vereinigte Staaten und liegt innerhalb der Town of Newtown. Das U.S. Census Bureau hat bei der Volkszählung 2020 eine Einwohnerzahl von 1.914 ermittelt.

## Geographie
Nach den Angaben des United States Census Bureau hat der Borough of Newton eine Gesamtfläche von 6,0 km2, ohne nennenswerten Gewässerflächen.

## Demographie
Zum Zeitpunkt des United States Census 2000 bewohnten Newtown 1843 Personen. Die Bevölkerungsdichte betrug 308,0 Personen pro km2. Es gab 668 Wohneinheiten, durchschnittlich 117,7 pro km2. Die Bevölkerung Newtowns bestand zu 95,98 % aus Weißen, 0,38 % Schwarzen oder African American, 0 % Native American, 2,17 % Asian, 0,05 % Pacific Islander, 0,49 % gaben an, anderen Rassen anzugehören und 0,92 % nannten zwei oder mehr Rassen. 2,12 % der Bevölkerung erklärten, Hispanos oder Latinos jeglicher Rasse zu sein.
Die Bewohner Newtowns verteilten sich auf 649 Haushalte, von denen in 39,9 % Kinder unter 18 Jahren lebten. 69,2 % der Haushalte stellten Verheiratete, 7,4 % hatten einen weiblichen Haushaltsvorstand ohne Ehemann und 20,8 % bildeten keine Familien. 16,3 % der Haushalte bestanden aus Einzelpersonen und in 7,4 % aller Haushalte lebte jemand im Alter von 65 Jahren oder mehr alleine. Die durchschnittliche Haushaltsgröße betrug 2,84 und die durchschnittliche Familiengröße 3,2 Personen.
Die Bevölkerung verteilte sich auf 29,1 % Minderjährige, 3,5 % 18–24-Jährige, 29,7 % 25–44-Jährige, 25,2 % 45–64-Jährige und 12,5 % im Alter von 65 Jahren oder mehr. Der Median des Alters betrug 39 Jahre. Auf jeweils 100 Frauen entfielen 92,8 Männer. Bei den über 18-Jährigen entfielen auf 100 Frauen 92,3 Männer.
Das mittlere Haushaltseinkommen in Newtown betrug 86.553 US-Dollar und das mittlere Familieneinkommen erreichte die Höhe von 99.835 US-Dollar. Das Durchschnittseinkommen der Männer betrug 68.516 US-Dollar, gegenüber 41.625 US-Dollar bei den Frauen. Das Pro-Kopf-Einkommen belief sich auf 36.030 US-Dollar. 1,8 % der Bevölkerung und 1,5 % der Familien hatten ein Einkommen unterhalb der Armutsgrenze, davon waren 1,1 % der Minderjährigen und 7,5 % der Altersgruppe 65 Jahre und mehr betroffen.

## National Register of Historic Places
Ein Teil der Ortschaft – er entspricht etwa der Hälfte der Fläche bei der Inkorporierung 1824 – wurde 1996 als Newtown Borough Historic District in das National Register of Historic Places aufgenommen. Innerhalb des Historic Districts befinden sich Gebäude, die teilweise bis in das Jahr 1780 zurückgehen, einschließlich des eigenständig in das Register aufgenommenen Glover House.
Bei seiner Einrichtung 1996 umfasste der historische Distrikt auf rund 40 Hektar 225 beitragende Gebäude, zwei andere beitragende Bauwerke, eine beitragende Stätte sowie zwei beitragende Objekte.
Bei der beitragenden Stätte handelt es sich um Ram’s Pasture, eine Wiese, die einst eine Allmende war.